# 市河恭斎
市河 恭斎（いちかわ きょうさい、寛政8年（1796年） – 天保4年6月27日（1833年8月12日））は、江戸時代後期の日本の篆刻家である。
名は三千、字を桃翁、恭斎は号で他に古学道人・学古庵がある。讃岐の人。

## 略伝
稲毛屋山の子。備中庭瀬藩に仕えた。市河米庵の門下で書の才能が開花した。米庵に継嗣がなかったので請われて養子となる。性格は温和で人に好かれた。書はとりわけ小楷に優れ、小米と称された。詩文をよくし、篆刻に巧みであった。江戸下谷に住んだ。38歳で夭折した。墓所は荒川区本行寺。